# Itaporã
Itaporã är en kommun i Brasilien.   Den ligger i delstaten Mato Grosso do Sul, i den södra delen av landet, 1 000 km sydväst om huvudstaden Brasília. Antalet invånare är 20 879.
Omgivningarna runt Itaporã är huvudsakligen savann. Runt Itaporã är det glesbefolkat, med 10 invånare per kvadratkilometer.